# 本間要一郎
本間 要一郎（ほんま よういちろう、1924年1月5日- ）は、日本のマルクス経済学者。横浜国立大学名誉教授。高島善哉門下。

## 人物・経歴
新潟県出身。1942年旧制東京商科大学（現一橋大学）予科入学。小平市の一橋寮に入寮し食堂部長などを務めた。寮の同期に関恒義（一橋大学名誉教授）がいる。クラスの同級生に速水優（元日本銀行総裁）、川勝堅二（元三和銀行頭取）、岡稔（元一橋大学教授）などが、他クラスの同期に久米明などがいた。岡とは報国団哲学研究班でともに学び、学部進学後も岡の入隊まで同じ下宿に住んだ。1944年に寮を軍に明渡し国立市の一橋寮に移転し、勤労動員で日野重工業の社宅に住んだ。その後北海道派遣勤労報国隊の飛行場建設や、浜名湖周辺での乾田化作業に従事。中島飛行機の学内工場での勤労動員に従事。
短縮措置により1947年に大学本科を卒業。高島善哉ゼミ出身。母校特別研究生や政治経済研究所所員を経て、1952年から信州大学。横浜国立大学助教授、教授、87年定年退官、名誉教授、熊本学園大学教授。

## 著書
- 『競争と独占』新評論 1974
- 『現代資本主義分析の基礎理論  現代資本主義分析 2』岩波書店 1984

### 共編著
- 『マルクス経済学演習』共著 春秋社 1962
- 『一般教養としての経済学』共著 世界書院 1965
- 『資本論と現代』古川哲共編 有斐閣 1975
- 『資本論体系 第5巻  利潤・生産価格』富塚良三共編 有斐閣 1994
- 『資本論体系 9 恐慌・産業循環』吉原泰助、富塚良三、服部文男共編、有斐閣、1997－98
- 『資本論体系』全10巻　服部文男、富塚良三共編 有斐閣 2000－01
- 『資本論大系　第10巻 現代資本主義』北原勇,鶴田満彦共編 有斐閣、2001

### 翻訳
- マルクス『賃金,価格,利潤』角川文庫 1963
- R.シュレジンガー『マルクス主義と現代 上巻』高島善哉共訳 河出書房 1956